# Своя голова на плечах
«Своя голова на плечах» — радянський комедійний художній фільм 1960 року, знятий режисером Марією Федоровою на Кіностудії ім. М. Горького.

## Сюжет
Закінчивши школу в рідному селі, Толяша (Ігор Пушкарьов) та Валя здають іспити до педінституту, але обидва провалюються. Вони повертаються в свої Зелені Берега. Валя працює на птахофермі і незабаром стає знатною пташницею, а Толяша працює шофером. Після ряду непорозумінь налагоджуються і їхні особисті стосунки.

## У ролях
- Т. Богданова — Валя Одинцова
- Ігор Пушкарьов — Толяша Озеров
- Борис Чирков — голова колгоспу
- Ніна Нікітіна — Катерина Іванівна, мати Валі
- Тетяна Пельтцер — Пелагея Степанівна, мати Толяши
- Ніна Шоріна — Наталка
- Валентина Маркова — Ліда
- Ж. Іванова — Зоя
- Олексій Криченков — Костя
- Павло Винник — епізод
- Ярослава Турильова — епізод
- Маргарита Жарова — домробітниця
- Олександр Кузнецов — епізод
- Лідія Корольова — епізод
- Валерій Носик — Петя
- Валентина Березуцька — епізод
- Валерій Малишев — сільський хлопець
- Георгій Мілляр — сторож
- Любов Соколова — епізод
- Микола Смирнов — епізод
- Василь Щолоков — епізод
- В. Яковлєв — епізод

## Знімальна група
- Режисер — Марія Федорова
- Сценарист — Валентин Єжов
- Оператор — Олексій Полканов
- Композитор — Анатолій Лєпін
- Художник — Олександр Діхтяр